# Manned Orbiting Laboratory

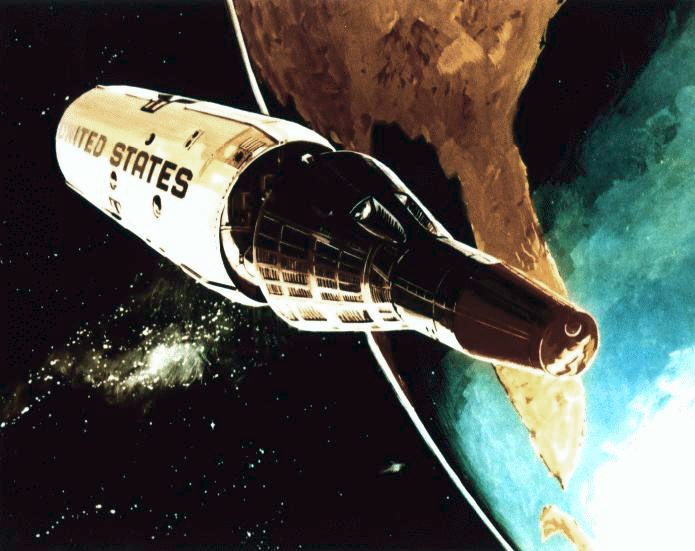
Egy Gemini-B visszatérő egység leválik a MOL-ról

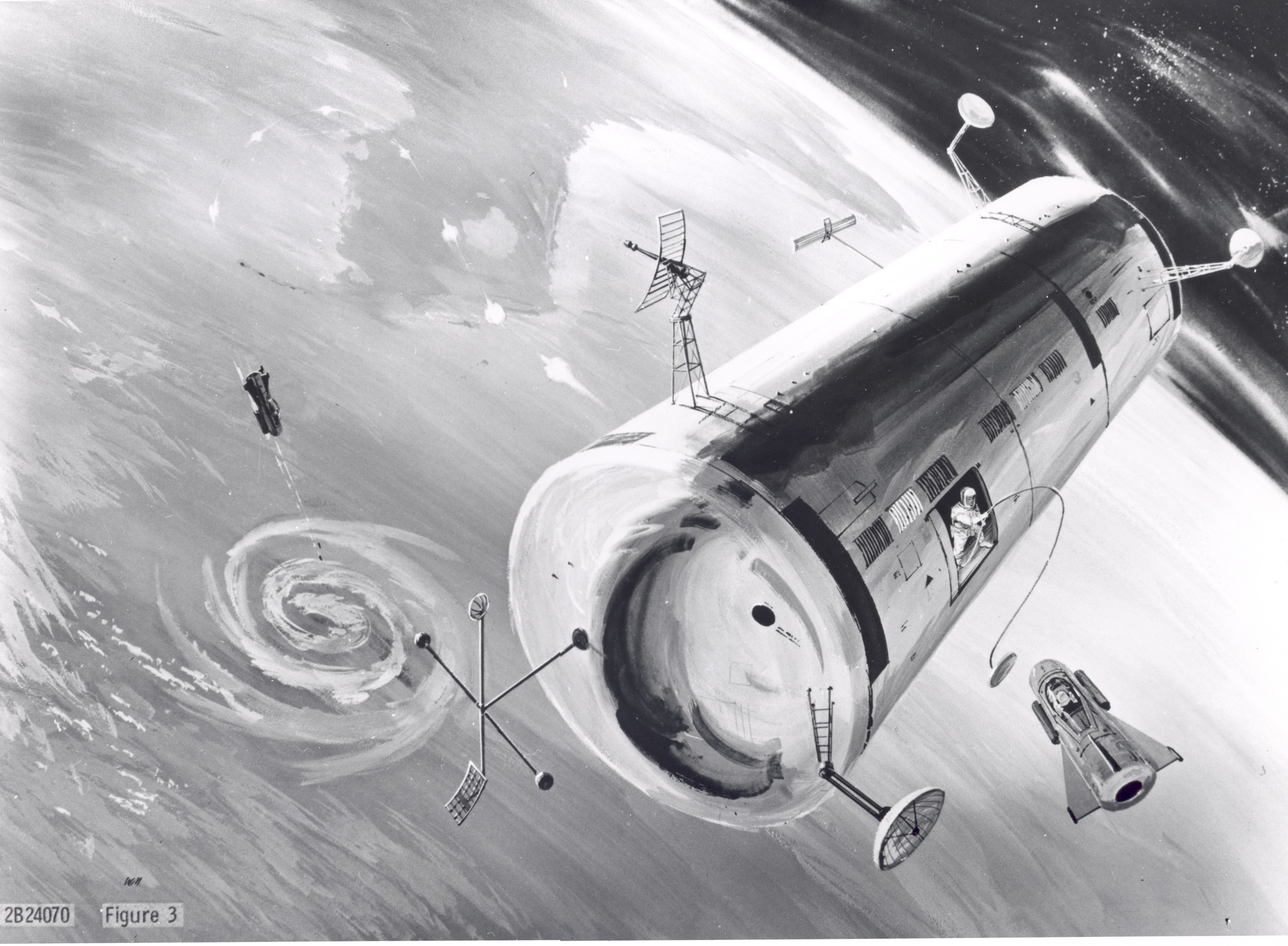
Egy 1960-as elképzelés a MOL-ról

A Manned Orbiting Laboratory (MOL) az Amerikai Egyesült Államok hidegháborús elképzelésének felderítő űrállomása volt.

## Története
A felderítő műholdak gazdaságosabb megoldásának a Dyna-Soar programot tekintették. A Dyna-Soar program leállításával 1965. augusztus 25-én kapott zöld utat a MOL (Manned Orbiting Laboratory) program. A fedélzeti személyzettel ellátott űrállomás programot  KH–10 (Dorian) fedőjelölés alatt végezték. Az Amerikai Egyesült Államok Légiereje kapott megbízást a MOL-projekt végrehajtására.
1965. október 27-én a szovjet kormány jóváhagyta az Almaz nevű, emberes felderítő-űrállomás programot.
Az űrállomást a Gemini-program során alkalmazott Gemini–B továbbfejlesztett változatával kívánták megoldani, kiegészítve a felderítést segítő technikai résszel. A fellövés után a személyzet 30 napig dolgozott volna optikai- és rádiófelderítő eszközök segítségével, megfigyelve az egész Föld felszínét, különös figyelmet fordítva a „keleti blokk”-ra. A terv szerint 30 nap után visszaszállnak az űrhajóba, és visszatérnek a Földre, az űrállomás pedig elég a légkörben.
Az emberes felderítő egységet egy Titan–3M hordozórakétával kívánták a világűrbe emelni.
A tervek szerint 7 felderítő űrállomást állítottak volna szolgálatba. Az első kettő automatikus üzemmódban 40 napos tesztrepülést végezne. Az űrállomás formája hengeres, hossza 21,92, átmérője 3,05 méter. Fő felderítő eszközként a MOL modul "alján" lévő, 1,8 méter átmérőjű tükrös távcsövet kívánták alkalmazni. Becslések szerint a kamera felbontása 0,2 métert körül volt. Felszerelése további kamerák, radarok, egyéb felderítő eszközök.
Az első tesztrepülésre 1966. november 3-án Floridából, a Cape Canaveral (KSC) Kennedy Űrközpontból, az LC–40 (LC–Launch Complex) jelű indítóállványról, egy Titan IIIC–9 hordozórakéta segítségével került sor. Az űrállomást a Titan II hordozórakéta hajtóanyagtartálya, az űrhajót a Gemini–2 képezte. Ez a Gemini–2 tesztűrhajó az űrsiklókig az egyetlen űreszköz, amely többször (kétszer) megjárta a világűrt. A tesztrepülés sikerrel járt, a Geminit az Atlanti-óceán déli részén halászták ki. Megkezdődött az első három űrhajóscsoport kijelölése.
1969-ben a MOL-programot leállították. A kémműholdak fejlődése (költség- és felderítési hatékonyság)  lehagyta a program résztvevőinek közös hatékonyságát.
A 14 űrhajósjelölt közül a NASA átvette a 35 év alatti 7 főt, akik később az űrsikló-programban repülhettek. Egyikük, Richard Harrison Truly a NASA 8. igazgatói tisztségét, 1989-1992 között töltötte be.

## Külső hivatkozások
- MOL–ptogram. russianspaceweb.com. (Hozzáférés: 2014. április 3.)
- MOL–ptogram. sg.hu. (Hozzáférés: 2014. április 3.)
- MOL–ptogram. magyar-mernok.hu. (Hozzáférés: 2014. április 3.)
- MOL–ptogram. blogspot.hu. (Hozzáférés: 2014. április 3.)